# Консульство США в Одесі
Американське консульство в Одесі (1830–1918) — дипломатична установа США в Одесі, що діяла з 1830 по 1918 рр.

## Історія консульства
14 квітня 1792 року Конгрес США прийняв положення про функціонування американських консульств за кордоном. З метою сприяння розвитку комерційних можливостей США за кордоном та надання підтримки американським морякам в усьому світі, Президент США Ендрю Джексон у 1829 році призначив першого американського консула в Одесі — Чарльза Райнда судновласника з Нью-Йорка. Він прибув до Одеси у 1830 році. Одеса на той час стрімко розвивала свої економічні можливості та торговельні відносини, що сприяло розвитку комерційних відносин із американською стороною. Першим завданням нового консула було укладання торговельної угоди з Османською імперією, аби отримати дозвіл для американських суден на прохід протоками Босфору та Дарданелли.
Виконавши свою місію Чарльз Райнд передав консульські повноваження заможному грецькому бізнесмену Джону Ралі, який виконував консульські обов'язки протягом тридцяти років, аж до своєї смерті в 1859 році. При Джоні Ралі обов'язки віце-консула виконував його син Стефанос.
За другу половину ХІХ ст. зафіксовано перебування в Одесі близько 10 консулів. Американськими дипломатами в Одесі були: консул Леондер Даєр, віце-консул Фолькман, консули Бродскаго, Георг Скотт та віце-консул Джон Фількман. Вони мінялись дуже часто, майже кожного року, а іноді і два рази на рік. Консульство США пропрацювало в Одесі до 1918 року.

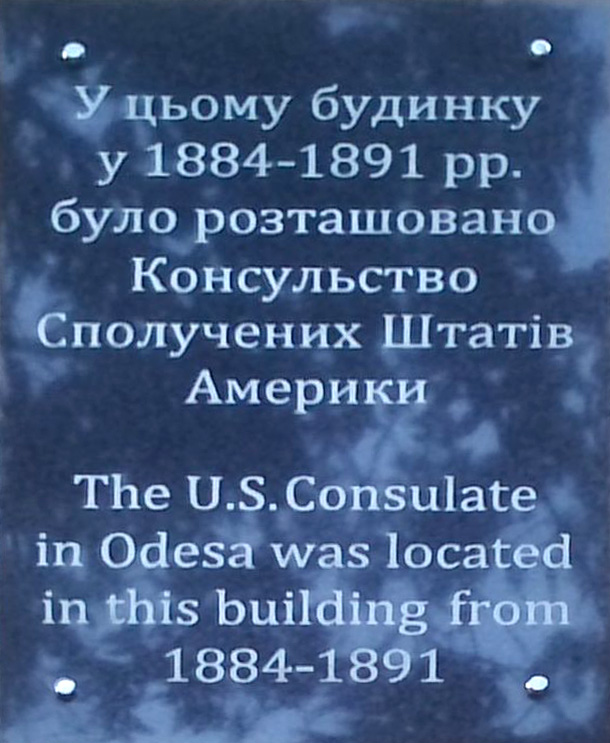
Меморіальна дошка в пам'ять про Американське консульство в Одесі

18 червня 2013 року посол США в Україні Джон Теффт урочисто відкрив меморіальну дошку в пам'ять про Американське консульство в Одесі на будівлі (провулок Чайковського, 6), в якій консульство працювало з 1884 по 1891 рр.

## Консули США в Одесі
1. Чарльз Райнд (англ. Charles Rhind) (1829–1831)[2][3]
2. Джон Ралі (англ. John Ralli) (1831–1859)[4]
3. Джон Д. Арнольд (англ. John D. Arnold) (консул 1861)[5],
4. Тімоті Кларк Сміт (англ. Timothy C. Smith)(консул 1861-1875),
5. Стівен Ралі (англ. Stephen Ralli) (віце-консул 1874),
6. Ліндер Дайєр (англ. Leander Dyer) (консул 1876–1882),
7. Фултон Пол (англ. Fulton Paul) (консул 1882–1884),
8. Джордж Скотт (англ. George Scott) (консул 1884),
9. Йоган Герман Фолкман (англ. Johann Hermann Volkmann) (віце-консул 1884),
10. Йоган Герман Фолкман (англ. Johann Hermann Volkmann) (консул 1890-1896),
11. Томас Едвард Хінан (англ. Thomas E. Heenan) (консул 1897-1905),
12. Чарльз Венчестер Дю-Буше (англ. Charles Winchester Du Bouche) (віце-консул 1905),
13. Альфред Віллоубі Сміт (англ. Alfred W. Smith) (віце-заступник консул 1906-1911),
14. Джон Генрі Граут (англ. John H. Grout) (консул 1908-1914),
15. Девід Джон Хауелс (англ. David John Howells) (віце-консул 1914),
16. Джон Августін Ембрі (англ. John A. Embry) (віце-консул 1915-1918),
17. Джон Альфред Рей (англ. John A. Ray) (консул 1916-1917).